# Jim Rash

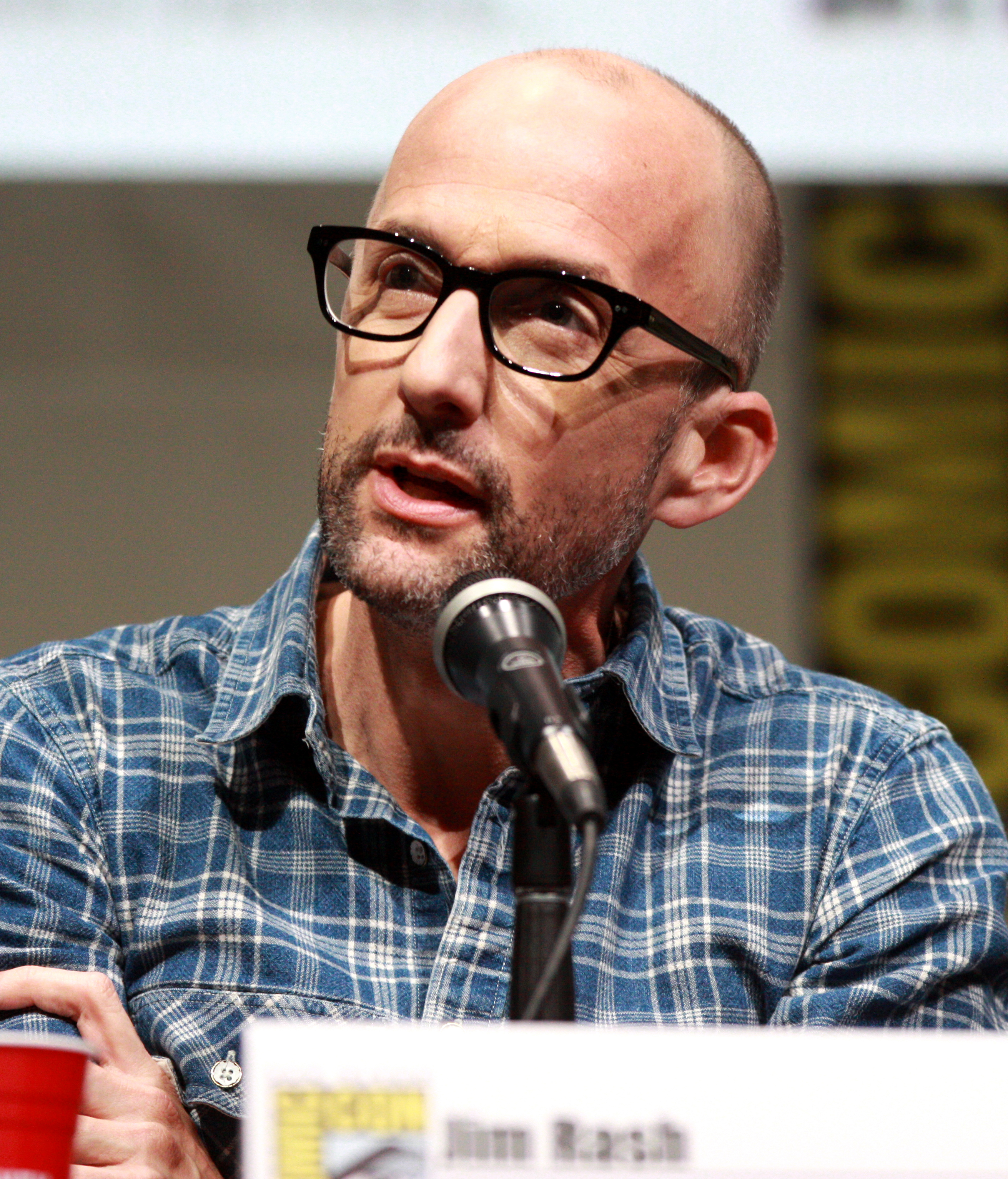
Jim Rash auf der Comic-Con 2013

James „Jim“ Rash (* 15. Juli 1971 in Charlotte, North Carolina) ist ein US-amerikanischer Drehbuchautor und Schauspieler, der seit Mitte der 1990er Jahre an mehr als 100 Film- und Fernsehproduktionen beteiligt war. Größtenteils übernimmt er Gastrollen in Comedyserien. Am bekanntesten ist er für seine Rolle als Studienleiter Pelton in der Sitcom Community. 2012 gewann er den Oscar in der Kategorie Bestes adaptiertes Drehbuch für den Film The Descendants. Als Drehbuchautor und Regisseur arbeitet er gemeinsam mit Nat Faxon.

## Leben
Jim Rash wurde in Charlotte in North Carolina geboren und wuchs dort bei Adoptiveltern auf. Er besuchte die Charlotte Latin School, in der er bereits Theater-Unterricht hatte. Aufgrund schlechter Noten hängte er ein zusätzliches Jahr in der Lawrenceville School in New Jersey an, die ein besonders gutes Theaterprogramm hatte. Anschließend kehrte er zunächst nach North Carolina zurück, wo er an der University of North Carolina angenommen wurde und 1994 mit einem Bachelor in radio, television and motion picture arts abschloss. Daraufhin zog er nach Los Angeles. Während er Rollen suchte, arbeitete er als Kellner. Nach mehreren kleinen Arbeiten, wie einem Werbespot für McDonald’s, erhielt er 1995 eine kleine Gastrolle in der CBS-Sitcom Cybill. 1997 erhielt er seine erste wiederkehrende Rolle in der Sitcom The Naked Truth. Es folgten viele weitere Auftritte in Fernsehserien, vor allem in Sitcoms, darunter einige wiederkehrende Gastrollen, so 1999 in Katie Joplin und Thanks. In den 2000ern hatte Rash in sechs Folgen der Sitcom Die wilden Siebziger die wiederkehrende Gastrolle des Fenton und in der Comedyserie Reno 911! in 14 Folgen die Gastrolle des Andrew inne. Ab 2006 spielte Rash eine Hauptrolle als Jonathan in der kurzlebigen ABC-Serie Help Me Help You, die nach einer halben Staffel abgesetzt wurde. Von 2009 bis 2015 war Rash in seiner bisher größten Rolle als verrückter Studienleiter Pelton in der Sitcom Community zu sehen. Während er in den ersten beiden Staffeln eine wiederkehrende Gastrolle hatte, wurde er ab der dritten Staffel als Hauptdarsteller geführt. 2013 bis 2014 war Rash als Moderator der Talkshow The Writers' Room tätig, die für einen Emmy nominiert wurde. Seit Anfang der 2010er Jahre arbeitet Rash vermehrt als Sprecher für Animationsserien.
Seit mittlerweile mehr als 25 Jahren spielt und lehrt Rash am Groundlings Theatre in Los Angeles, wo er Nat Faxon kennenlernte. Zusammen mit ihm verfasste er 2005 das Drehbuch zu dem ABC-Pilot Adopted, der jedoch nicht in Serie ging. Die beiden schrieben mit Alexander Payne das Drehbuch von The Descendants – Familie und andere Angelegenheiten, für das sie 2012 den Oscar erhielten. Im Januar 2013 hatte der Film Ganz weit hinten auf dem Sundance Film Festival 2013 Premiere, für den Rash und Faxon das Drehbuch verfassten und erstmals Regie führten. 2020 veröffentlichten die beiden Downhill, die US-Neuverfilmung der schwedischen Produktion Höhere Gewalt.

## Filmografie (Auswahl)
Als Schauspieler
- 1995: Cybill (Fernsehserie, Folge 2x09)
- 1997: Tracey Takes On… (Fernsehserie, Folge 2x10)
- 1997–1998: The Naked Truth (Fernsehserie, 22 Folgen)
- 1998: Die Lieben Kollegen (Working, Fernsehserie, Folge 2x05)
- 1999: Becker (Fernsehserie, Folge 1x13)
- 1999: Clueless – Die Chaos-Clique (Clueless, Fernsehserie, Folge 3x18)
- 1999: Katie Joplin (Fernsehserie, 7 Folgen)
- 1999: Thanks (Fernsehserie, 6 Folgen)
- 2000: Allein unter Nachbarn (The Hughleys, Fernsehserie, Folge 3x06)
- 2000: Auto Motives (Kurzfilm)
- 2001: Loomis (Fernsehfilm)
- 2001: Practice – Die Anwälte (The Practice, Fernsehserie, Folge 6x04)
- 2002: Immer wieder Jim (According to Jim, Fernsehserie, Folge 1x19)
- 2002: Office Girl (Less Than Perfect, Fernsehserie, Folge 1x03)
- 2002–2006: Die wilden Siebziger (That '70s Show, Fernsehserie, 6 Folgen)
- 2002: Hiding in Walls (Kurzfilm)
- 2002: Minority Report
- 2002: One Hour Photo
- 2002: S1m0ne
- 2002: Slackers
- 2003: Alligator Point (Fernsehfilm)
- 2003–2009, 2020: Reno 911! (Fernsehserie, 17 Folgen)
- 2003: CSI: Den Tätern auf der Spur (CSI: Crime Scene Investigation, Fernsehserie, Folge 3x13)
- 2003: The Guardian – Retter mit Herz (The Guardian, Fernsehserie, Folge 2x23)
- 2003: Baby Bob (Fernsehserie, Folge 2x03)
- 2003: Wrong Hollywood Number (Kurzfilm)
- 2003: Coupling – Wer mit wem? (Coupling, Fernsehserie, Folge 1x04)
- 2003: George & Gracie (Kurzfilm)
- 2004: Navy CIS (NCIS, Fernsehserie, Folge 1x10)
- 2004: Absolut relativ (It's All Relative, Fernsehserie, Folge 1x20)
- 2004: Friends (Fernsehserie, Folge 10x17)
- 2004: Grim & Evil (Fernsehserie, Folge 3x11, Stimme)
- 2005: Jake in Progress (Fernsehserie, Folge 1x03)
- 2005: Sky High – Diese Highschool hebt ab! (Sky High)
- 2005: Will & Grace (Fernsehserie, Folge 8x06)
- 2005: Partner(s)
- 2006–2007: Help Me Help You (Fernsehserie, 14 Folgen)
- 2006: MaxiDoodles: Behind the Makeup (Kurzfilm)
- 2007: Balls of Fury
- 2007: Case Closed (Fernsehfilm)
- 2007: Cook Off!
- 2007: Halfway Home (Fernsehserie, Folge 1x02)
- 2007: Smiley Face
- 2007: The Nines – Dein Leben ist nur ein Spiel (The Nines)
- 2008: Hackett (Fernsehfilm)
- 2008: Eli Stone (Fernsehserie, Folge 1x09)
- 2008: Samantha Who? (Fernsehserie, Folge 1x13)
- 2008: News Movie (The Onion Movie, Direct-to-DVD-Film)
- 2009–2015: Community (Fernsehserie)
- 2009: American Dad (American Dad!, Fernsehserie, Folge 5x08, Stimme)
- 2009: The Slammin’ Salmon
- 2010: Open Books (Fernsehfilm)
- 2011: Save Greendale (Kurzfilm)
- 2011: Goodnight Burbank (Fernsehserie, Folge 1x05)
- 2011: Worst. Prom. Ever. (Fernsehfilm)
- 2012: Mission Scooby-Doo (Scooby-Doo! Mystery Incorporated, Fernsehserie, Folge 2x03, Stimme)
- 2012: The High Fructose Adventures of Annoying Orange (Fernsehserie, Folge 1x04, Stimme)
- 2012: Sketchy (Webserie, Folge 1x14)
- 2012–2013: The Looney Tunes Show (Fernsehserie, 2 Folgen, Stimme)
- 2012–2015: Randy Cunningham: Der Ninja aus der 9. Klasse (Randy Cunningham: 9th Grade Ninja, Fernsehserie, 34 Folgen, Stimme)
- 2013: Pet Intervention (Webserie)
- 2013: Ganz weit hinten (The Way, Way Back)
- 2014–2015: Glee (Fernsehserie, 2 Folgen)
- 2014–2020: Mike Tyson Mysteries (Fernsehserie, 69 Folgen, Stimme)
- 2016: The First Avenger: Civil War (Captain America: Civil War)
- 2016: Lucifer (Fernsehserie, Folge 1x08)
- 2017: Girlboss (Fernsehserie, 4 Folgen)
- 2017: Beyond Stranger Things (als Moderator)
- 2017: Great News (Fernsehserie, 2 Folgen)
- 2017–2021: DuckTales (Fernsehserie, 14 Folgen, Stimme)
- 2018–2020: Star Wars Resistance (Fernsehserie, 13 Folgen, Stimme)
- seit 2019: Harley Quinn (Fernsehserie, Stimme)
- 2020: Brooklyn Nine-Nine (Fernsehserie, Folge 7x03)
- 2020–2021: American Housewife (Fernsehserie, 6 Folgen)
- 2021: Long Weekend
- 2021: American Crime Story (Fernsehserie, 4 Folgen)
- 2022: Bros
- 2023: Die wilden Neunziger (Fernsehserie, 2 Folgen)
- 2024: To the Moon (Fly Me to the Moon)
- 2025: Ironheart (Fernsehserie, Folge 1x01)

Als Drehbuchautor
- 2006: Saturday Night Live (Fernsehserie, Folge 32x01)
- 2011: The Descendants – Familie und andere Angelegenheiten (The Descendants)
- 2013: Ganz weit hinten (The Way, Way Back)
- 2013: Community (Fernsehserie, Folge 4x10)
- 2020: Downhill

Als Regisseur
- 2013: Ganz weit hinten (The Way, Way Back)
- 2015: Community (Fernsehserie, Folge 6x02 & 6x04)
- 2020: Downhill

## Auszeichnungen
Jim Rash erhielt vor allem als Drehbuchautor für The Descendants Auszeichnungen und internationale Anerkennung. So gewann er für den Film unter anderem den Oscar in der Kategorie Bestes adaptiertes Drehbuch sowie einen Writers Guild of America Award und einen Satellite Award. Des Weiteren wurde er für seine Rolle in der mehrfach ausgezeichneten Serie Community mehrmals nominiert.
| Tabellarische Übersicht der Auszeichnungen und Nominierungen | Tabellarische Übersicht der Auszeichnungen und Nominierungen | Tabellarische Übersicht der Auszeichnungen und Nominierungen | Tabellarische Übersicht der Auszeichnungen und Nominierungen            | Tabellarische Übersicht der Auszeichnungen und Nominierungen |
| Jahr                                                         | Auszeichnung                                                 | Für                                                          | Kategorie                                                               | Resultat                                                     |
| ------------------------------------------------------------ | ------------------------------------------------------------ | ------------------------------------------------------------ | ----------------------------------------------------------------------- | ------------------------------------------------------------ |
| 2011                                                         | Toronto Film Critics Association Awards                      | The Descendants – Familie und andere Angelegenheiten         | Bestes adaptiertes Drehbuch (gemeinsam mit Alexander Payne & Nat Faxon) | Nominiert                                                    |
| 2011                                                         | Chicago Film Critics Association Awards                      | The Descendants – Familie und andere Angelegenheiten         | Bestes adaptiertes Drehbuch (gemeinsam mit Alexander Payne & Nat Faxon) | Nominiert                                                    |
| 2011                                                         | San Diego Film Critics Society Awards                        | The Descendants – Familie und andere Angelegenheiten         | Bestes adaptiertes Drehbuch (gemeinsam mit Alexander Payne & Nat Faxon) | Nominiert                                                    |
| 2011                                                         | Phoenix Film Critics Society Awards                          | The Descendants – Familie und andere Angelegenheiten         | Bestes adaptiertes Drehbuch (gemeinsam mit Alexander Payne & Nat Faxon) | Nominiert                                                    |
| 2011                                                         | Satellite Awards 2011                                        | The Descendants – Familie und andere Angelegenheiten         | Bestes adaptiertes Drehbuch (gemeinsam mit Alexander Payne & Nat Faxon) | Gewonnen                                                     |
| 2011                                                         | National Board of Review                                     | The Descendants – Familie und andere Angelegenheiten         | Bestes adaptiertes Drehbuch (gemeinsam mit Alexander Payne & Nat Faxon) | Gewonnen                                                     |
| 2011                                                         | Washington DC Area Film Critics Association Awards           | The Descendants – Familie und andere Angelegenheiten         | Bestes adaptiertes Drehbuch (gemeinsam mit Alexander Payne & Nat Faxon) | Gewonnen                                                     |
| 2011                                                         | Southeastern Film Critics Association Awards                 | The Descendants – Familie und andere Angelegenheiten         | Bestes adaptiertes Drehbuch (gemeinsam mit Alexander Payne & Nat Faxon) | Gewonnen                                                     |
| 2011                                                         | Florida Film Critics Circle Awards                           | The Descendants – Familie und andere Angelegenheiten         | Bestes adaptiertes Drehbuch (gemeinsam mit Alexander Payne & Nat Faxon) | Gewonnen                                                     |
| 2011                                                         | Dallas-Fort Worth Film Critics Association Awards            | The Descendants – Familie und andere Angelegenheiten         | Bestes adaptiertes Drehbuch (gemeinsam mit Alexander Payne & Nat Faxon) | Gewonnen                                                     |
| 2012                                                         | Golden Globe Awards 2012                                     | The Descendants – Familie und andere Angelegenheiten         | Bestes adaptiertes Drehbuch (gemeinsam mit Alexander Payne & Nat Faxon) | Nominiert                                                    |
| 2012                                                         | Broadcast Film Critics Association                           | The Descendants – Familie und andere Angelegenheiten         | Bestes adaptiertes Drehbuch (gemeinsam mit Alexander Payne & Nat Faxon) | Nominiert                                                    |
| 2012                                                         | British Academy Film Awards 2012                             | The Descendants – Familie und andere Angelegenheiten         | Bestes adaptiertes Drehbuch (gemeinsam mit Alexander Payne & Nat Faxon) | Nominiert                                                    |
| 2012                                                         | Australian Film Institute                                    | The Descendants – Familie und andere Angelegenheiten         | Bestes adaptiertes Drehbuch (gemeinsam mit Alexander Payne & Nat Faxon) | Nominiert                                                    |
| 2012                                                         | Online Film Critics Society Award                            | The Descendants – Familie und andere Angelegenheiten         | Bestes adaptiertes Drehbuch (gemeinsam mit Alexander Payne & Nat Faxon) | Nominiert                                                    |
| 2012                                                         | Online Film Critics Society Award                            | The Descendants – Familie und andere Angelegenheiten         | Bestes adaptiertes Drehbuch (gemeinsam mit Alexander Payne & Nat Faxon) | Nominiert                                                    |
| 2012                                                         | Vancouver Film Critics Circle                                | The Descendants – Familie und andere Angelegenheiten         | Bestes adaptiertes Drehbuch (gemeinsam mit Alexander Payne & Nat Faxon) | Nominiert                                                    |
| 2012                                                         | Central Ohio Film Critics Association                        | The Descendants – Familie und andere Angelegenheiten         | Bestes adaptiertes Drehbuch (gemeinsam mit Alexander Payne & Nat Faxon) | Nominiert                                                    |
| 2012                                                         | Oscarverleihung 2012                                         | The Descendants – Familie und andere Angelegenheiten         | Bestes adaptiertes Drehbuch (gemeinsam mit Alexander Payne & Nat Faxon) | Gewonnen                                                     |
| 2012                                                         | Writers Guild of America Award                               | The Descendants – Familie und andere Angelegenheiten         | Bestes adaptiertes Drehbuch (gemeinsam mit Alexander Payne & Nat Faxon) | Gewonnen                                                     |
| 2012                                                         | Independent Spirit Award                                     | The Descendants – Familie und andere Angelegenheiten         | Bestes adaptiertes Drehbuch (gemeinsam mit Alexander Payne & Nat Faxon) | Gewonnen                                                     |
| 2012                                                         | USC Scripter Award                                           | The Descendants – Familie und andere Angelegenheiten         | Bestes adaptiertes Drehbuch (gemeinsam mit Alexander Payne & Nat Faxon) | Gewonnen                                                     |
| 2012                                                         | TV Guide Awards                                              | Community                                                    | Bestes Ensemble (als Teil des Ensembles)                                | Gewonnen                                                     |
| 2012                                                         | Critics’ Choice Television Awards 2012                       | Community                                                    | Bester Nebendarsteller einer Comedyserie                                | Nominiert                                                    |
| 2012                                                         | PAAFTJ Television Awards                                     | Community                                                    | Bester Nebendarsteller einer Comedyserie                                | Nominiert                                                    |
| 2013                                                         | Filmfest Hamburg                                             | Ganz weit hinten                                             | Art Cinema Award (gemeinsam mit Nat Faxon)                              | Nominiert                                                    |